# Józef Celica
Józef Celica (od 1954 używał nazwiska Lechicz-Celica), ps. „Elski”, „W. Elski”, „Lechicz”, „Piast”, „W. Piast”, „Wiesław” (ur. 1 października 1910 w Wiszniewie w powiecie wołożyńskim, zm. 5 maja 1980 w Warszawie) – podpułkownik rezerwy ludowego Wojska Polskiego.

## Życiorys
Urodził się 1 października 1910 w rodzinie Antoniego (małorolnego rolnika) i Doroty z Bitelskich. Razem z ojcem, skazanym na zesłanie za udział w POW, w 1914 wyjechał na Syberię, gdzie uczył się w polskiej szkole powszechnej i rosyjskiej szkole wydziałowej. Utracił wówczas rodziców. Przez Daleki Wschód w 1922 powrócił do kraju, a od stycznia 1924 był uczniem Państwowego Seminarium Nauczycielskiego Męskiego w Wejherowie. Kontynuował naukę od 1927 w Państwowej Średniej Szkole Ogrodniczej w Warszawie. Od 1929 studiował w Państwowej Wyższej Szkole Gospodarstwa Wiejskiego w Cieszynie, po ukończeniu, której w czerwcu 1932 otrzymał dyplom. Od września 1932 do września 1933 był słuchaczem Szkoły Podchorążych Rezerwy Piechoty w Zambrowie. Pracował od lutego 1935 jako urzędnik w PKO w Warszawie, a następnie od 1939 był kontrolerem w biurze wkładów oszczędnościowych. Od 1933 był jednocześnie słuchaczem Wydziału Społecznego SNP i do czerwca 1938 zdał egzaminy, ale nie uzyskując dyplomu. Rozpoczął działalność społeczną jako członek zarządu Związku Młodzieży z Dalekiego Wschodu, który został założony w 1929. Działał również w latach 1929–1932 w Związku Niezamożnej Młodzieży Wiejskiej i od 1934 do chwili jej rozwiązania w 1938 w Organizacji Młodzieży Socjalistycznej „Życie”.
W kampanii wrześniowej 1939 był oficerem łączności i adiutantem dowódcy 44 pułku piechoty. W październiku 1939 w konspiracji jako współzałożyciel ZPN, który przekształcony został wiosną 1940 w KPN. Był kolejno: komendantem 4 Rejonu, od lutego 1940 komendantem Obwodu II i jednocześnie zastępcą komendanta Okręgu I Warszawa, a od kwietnia 1941 komendantem tego Okręgu i jednocześnie zastępcą komendanta głównego KPN. Rozkazem L.21/BP z 11 listopada 1941 Komendanta Głównego ZWZ gen. Stefana Roweckiego mianowany porucznikiem rezerwy. Organizator i następnie dowódca oddziałów partyzanckich KPN „Perkun” od marca 1942, a w marcu 1943 został mianowany komendantem głównym KPN. W maju 1943 po połączeniu KPN ze „Zrywem” był także wiceprezesem Stronnictwa Zrywu Narodowego pełniąc funkcje do wybuchu powstania. W powstaniu warszawskim był dowódcą batalionu KPN na odcinku ul. Kredytowa, Mazowiecka, Świętokrzyska, Pl. Dąbrowskiego. Mianowany kapitanem rezerwy ze starszeństwem z poprzedniego dnia rozkazem Dowódcy AK, gen. Tadeusza Komorowskiego L.424/BP z 18 września 1944. Przebywał po kapitulacji oddziałów powstańczych w Stalagu Bergen-Belsen i w Oflagu X C Lübeck. 
Do kraju powrócił w styczniu 1946, a od marca pracował jako inspektor starostw w Urzędzie Wojewódzkim w Poznaniu. Od października 1946 do maja 1947 służył w ludowym Wojsku Polskim na stanowisku dyrektora Wojewódzkiego Urzędu WF i PW w Poznaniu, a po ukończeniu kursu w Szkole Oficerów Polityczno-Wychowawczych był od stycznia 1948 zastępcą komendanta Wojskowego Instytutu Geograficznego do spraw polityczno-wychowawczych. Od czerwca 1949 zastępca kierownika Zakładu Kartograficznego Sztabu Generalnego do spraw polityczno-wychowawczych. W latach 1946–1948 był jednocześnie wiceprezes ZG SP. Od września 1949 w założonym wówczas ZBoWiD był członkiem ZG. W styczniu 1950 przeniesiony został do rezerwy. Pracował w różnych instytucjach w Zegrzu i w Warszawie, a od września 1971 na stanowisku kierownika działu technicznego w Spółdzielni Pracy Usług Technicznych Inżynierów i Techników Emerytów „Wspólnota”. 
Zmarł w Warszawie 5 maja 1980, pochowany na cmentarzu Wojskowym na Powązkach (kwatera D12-2-18).

## Awanse
- podporucznik – 1936,
- porucznik – 11 listopada 1941,
- kapitan – 17 września 1944,
- podpułkownik – 1946.

## Ordery i odznaczenia
- Order Krzyża Grunwaldu III klasy (1946)
- Krzyż Srebrny Orderu Virtuti Militari (27 września 1944)
- Krzyż Walecznych (1 października 1944)
- Warszawski Krzyż Powstańczy (1982, pośmiertnie)[8]
- Srebrny Krzyż Zasługi (1939)